# 신조인간 캐산
신조인간 캐산(일본어: 新造人間キャシャーン, Neo-Human Casshern, 신조우닌겐 캬샨, 영어: Casshan)은 1973년 타츠노코 프로덕션이 제작한 TV판 시리즈 공상과학물 애니메이션이다. 1993년 OVA(비디오 단행본)으로 발표되기도 했으며 2004년에는 실사판 영화 《Casshern》으로 만들어지기도 하였다. 2008년에도 리메이크 되었다.
인류를 절멸하려는 브라이킹 보스(BK-1)의 '안드로 군단'(로봇 군단)에 맞서서 스스로 사이보그 '캐산'이 된 소년 테츠야와 사후 로봇견(robotic dog) '프렌더'로 재탄생한 럭키가 함께 사투를 벌이는 내용이다. 
대한민국에서는 1978년 TBC에서 방영되었다.